# Club Ninja
Albums de Blue Öyster Cult
The Revölution by Night
(1983) Imaginos
(1988)
Singles
1. Dancin' in the Ruins
Sortie : octobre 1985
2. White Flags
Sortie : décembre 1985
3. Perfect Water
Sortie : février 1986

.
 Club Ninja est le dixième album studio du groupe de hard rock américain, Blue Öyster Cult. Il est d'abord sorti le 10 décembre 1985 au Royaume-Uni puis le 11 février 1986 aux États-Unis. Il est produit par Sandy Pearlman pour le label Columbia Records.
C'est l'unique album studio du groupe sans Allen Lanier jusqu à la mort de ce-dernier en 2013, il est remplacé aux claviers par Tommy Zvoncheck. Il est aussi le dernier album avec son bassiste et membre fondateur Joe Bouchard.
Il se classa à la 63e place du Billboard 200 américain.

## Liste des titres
| 1. | White Flags                   | Hugh et Gordon Legatt   | Bloom         | 4:41 |
| 2. | Dancin' in the Ruins          | Larry Gotlieb           | Donald Roeser | 4:00 |
| 3. | Make Rock, Not War            | Bob Halligan Jr.        | Bloom         | 3:58 |
| 4. | Perfect Water                 | Roeser, Jim Carroll     | Roeser        | 5:31 |
| 5. | Spy in the House of the Night | Roeser, Richard Meltzer | Roeser        | 4:23 |

| 6. | Beat 'em Up           | Bob Halligan Jr.                  | Bloom            | 3:24 |
| 7. | When the War Comes    | Joe Bouchard, Sandy Pearlman      | Bouchard, Roeser | 6:02 |
| 8. | Shadow Warrior        | Bloom, Roeser, Eric Van Lustbader | Bloom, Roeser    | 5:42 |
| 9. | Madness to thr Method | Roeser, Dick Trismen              | Roeser           | 7:25 |

## Musiciens

### Blue Öyster Cult
- Eric Bloom : stun guitar, chant (1, 3, 6, 8)
- Donald "Buck Dharma" Roeser : guitare solo , claviers, chant (2, 4, 5, 7, 9)
- Joe Bouchard : basse, guitare, chant (7)
- Tommy Zvoncheck : synthétiseurs, piano, orgue
- Jimmy Wilcox : percussions, chœurs

### Musiciens additionnels
- Thommy Price ; batterie
- Phil Grande : guitare
- Kenny Aaronson : basse
- David Lucas, Joni Peltz, Dave Immer, Joe Caro : chœurs
- Howard Stern : voix (7)

## Classements
Classement album
| Pays                       | Durée du classement | Meilleur classement | Date           |
| -------------------------- | ------------------- | ------------------- | -------------- |
| États-Unis (Billboard 200) | 14 semaines         | 63e                 | 5 avril 1986   |
| Suède (Sverigetopplistan)  | 2 semaines          | 41e                 | 5 février 1986 |

Classement single
| Single               | Chart                    | Durée du classement | Position | Date        |
| -------------------- | ------------------------ | ------------------- | -------- | ----------- |
| Dancin' in the Ruins | (Mainstream Rock Tracks) | 10 semaines         | 9e       | 8 mars 1986 |